# Antoñete
Antonio Chenel Albadalejo (Madri, 24 de junho de 1932 - 22 de outubro de 2011), conhecido popularmente como Antoñete, foi um célebre ex-matador de touros espanhol.
Nascido muito perto de Las Ventas, passou os anos da Guerra Civil Espanhola em Castellón e, uma vez que a guerra terminou, em 1940, ele voltou para Madri. Cunhado do prefeito da Plaza de Las Ventas em Madri, Paco Parejo, amigo e conselheiro, foi capaz de testemunhar corridas de touros desde uma idade jovem com os grandes destros dos anos quarenta, a quem ele considerava seus heróis, especialmente Manolete. Durante sua infância e adolescência, ele passou o tempo no pátio, os estábulos e as canetas de Las Ventas, ajudando a treinar (atuando como touro) para os devotos como Agustín Parra "Parrita", Paquito Muñoz e Manolo Navarro.
Vestiu-se com luzes em 1946 e forjou-se em capeas pelas cidades. Novillero entre 1949 e 1952, tomou a alternativa em 8 de março de 1953 no próprio Castellón, patrocinado por Julio Aparicio, e confirmou em Madri, no dia 13 de maio do mesmo ano, pela mão de Rafael Ortega, onde demonstrou um estilo ortodoxo e clássico, embora de temperamento, coragem e muito valor, pelo que sofreu vários ferimentos graves no início de sua carreira.
Sua longa carreira de touradas durou mais de quarenta anos, com muitos altos e baixos, retiradas e reaparecimentos.